# Франклин, Джермейн
Джермейн Франклин младший (англ. Jermaine Franklin Jr; род. 21 октября 1993, Сагино, Мичиган, США) — американский боксёр-профессионал, выступающий в тяжёлой весовой категории. Входил в сборную США по боксу, победитель национального турнира «Золотые перчатки» (2014), финалист турнира «Золотые перчатки» (2013), двукратный призёр национального чемпионата Америки среди юниоров в любителях.
Лучшая позиция по рейтингу BoxRec — 25-я (сентябрь 2023) и являлся 5-м среди американских боксёров тяжёлой весовой категории, а по рейтингам основных международных боксёрских организаций занял: 20-ю строчку рейтинга WBC, — уверенно входя в ТОП-25 лучших тяжеловесов всего мира.

## Биография
Родился 21 октября 1993 года в городе Сагино, в штате Мичиган, в США.

## Любительская карьера
Джермейн Франклин начал заниматься боксом в возрасте 14 лет. Дважды становился призёром национального чемпионата Америки среди юниоров.
В 2013 году впервые выступил во взрослых соревнованиях, и сразу же занял второе место на национальном турнире «Золотые перчатки», проиграв только лишь в финале опытному Каму Авесому.
В 2014 году он стал победителем турнира «Золотые перчатки» в рамках супертяжёлого веса (свыше 91 кг), став первым боксёром из города Сагино, которому покорилось это достижение.
На 2015 год он занимал 2-е место среди лучших тяжеловесов мира, но решил не ждать Олимпийских игр 2016 года в Рио-де-Жанейро (Бразилия), и перешёл в профессиональный бокс.

## Профессиональная карьера
4 апреля 2015 года Джермейн Франклин начал профессиональную боксёрскую карьеру, победив техническим нокаутом в 1-м же раунде своего соотечественника Дешона Дженкинса (дебют).
В 2018 году Джермейн вошёл в топ-50 общего мирового рейтинга супертяжёлого дивизиона и в октябре подписал контракт с промоутерской компанией Salita Promotions, которую возглавляет бывший боксёр Дмитрий Салита.

#### Бой с Джерри Форрестом
12 июля 2019 года в главном событии шоу проспектов ShoBox: The New Generation телеканала Showtime, в городе Такома (штат Вашингтон, США), Джермейн Франклин раздельным решением судей (счёт: 95—96, 97—93 (дважды) в конкурентном бою с большим трудом победил 31-летнего опытного соотечественника Джерри Форреста (25-2, 19 КО).
Франклин является спарринг-партнёром таких чемпионов мира как Тайсон Фьюри.

#### Бой с Диллианом Уайтом
26 ноября 2022 года в Лондоне (Великобритания), в конкурентном бою решением большинства судей (счёт: 115—115, 112—116 — дважды) спорно проиграл опытному экс-претенденту на титул чемпиона мира британцу Диллиану Уайту (28-3).

#### Бой с Энтони Джошуа
1 апреля 2023 года в Лондоне (Великобритания), единогласным решением судей (счёт: 111—118, 111—117 — дважды) проиграл бой экс-чемпиону мира британцу Энтони Джошуа (24-3), который вышел на ринг после двух поражений подряд от Александра Усика.
15 июля 2023 года в Детройте (США), единогласным решением судей (счёт: 99—91, 100—90 — дважды) победил вышедшего на замену небитого мексиканца Исаака Муньоса Гутьерреса (17-0-1, 14 КО). Изначально Франклин должен был подраться с американским джорнименом Джуниором Энтони Райтом (20-4-1, 17 КО).
23 мая 2024 года в Детройте (США) в главном бою вечера досрочно прошел джорнимена Девина Варгаса (30-11, 10 КО). В одностороннем бою Девин побывал в нокдауне сначала в 4-м раунде, а потом и в 6-м раунде и не вышел на 7-й. Победа Франклина RTD 6.

## Статистика профессиональных боёв
В таблице перечислены результаты всех поединков боксёров.
В каждой строке указан результат поединка. Дополнительно номер поединка обозначен цветом, который обозначает итог поединка. Расшифровка обозначений и цветов представлена в нижеследующей таблице.
| Пример | Расшифровка                     |
| ------ | ------------------------------- |
|        | Победа                          |
|        | Ничья                           |
|        | Поражение                       |
|        | Планируемый поединок            |
|        | Поединок признан несостоявшимся |
| КО     | Нокаут                          |
| ТКО    | Технический нокаут              |
| PTS    | Решение судей (по очкам)        |
| UD     | Единогласное решение судей      |
| MD     | Решение большинства судей       |
| SD     | Раздельное решение судей        |
| RTD    | Отказ от продолжения боя        |
| DQ     | Дисквалификация                 |
| NC     | Поединок признан несостоявшимся |

| 25 поединка, 23 победы (15 нокаутом), 2 поражения. | 25 поединка, 23 победы (15 нокаутом), 2 поражения. | 25 поединка, 23 победы (15 нокаутом), 2 поражения. | 25 поединка, 23 победы (15 нокаутом), 2 поражения. | 25 поединка, 23 победы (15 нокаутом), 2 поражения. | 25 поединка, 23 победы (15 нокаутом), 2 поражения. | 25 поединка, 23 победы (15 нокаутом), 2 поражения. |
| Бой                                                | Рекорд                                             | Дата боя                                           | Соперник                                           | Место проведения боя                               | Результат                                          | Дополнительно                                      |
| -------------------------------------------------- | -------------------------------------------------- | -------------------------------------------------- | -------------------------------------------------- | -------------------------------------------------- | -------------------------------------------------- | -------------------------------------------------- |
| 24                                                 | 22-2                                               | 15 июля 2023                                       | Исаак Муньос Гутьеррес (17-0-1)                    | Masonic Temple, Детройт, Мичиган, США              | UD (10)                                            | Счёт: 99-91, 100-90 (дважды).                      |
| 23                                                 | 21-2                                               | 1 апреля 2023                                      | Энтони Джошуа (24-3)                               | O2 Арена, Лондон, Великобритания                   | UD (12)                                            | Счёт: 111-118, 111-117 (дважды).                   |
| 22                                                 | 21-1                                               | 26 ноября 2022                                     | Диллиан Уайт (28-3)                                | Уэмбли Арена, Уэмбли, Лондон, Великобритания       | MD (12)                                            | Счёт: 115-115, 112-116 (дважды).                   |
| 21                                                 | 21-0                                               | 7 мая 2022                                         | Родни Мур (20-21-2)                                | McBride Hall, Гэри, Индиана, США                   | TKO 5 (8), 0:34                                    |                                                    |
| 20                                                 | 20-0                                               | 5 октября 2019                                     | Павел Соур (11-1)                                  | Dort Federal Event Center, Флинт, Мичиган, США     | UD (10)                                            | Счёт: 97-91, 98-90 (дважды).                       |
| 19                                                 | 19-0                                               | 12 июля 2019                                       | Джерри Форрест (25-2)                              | Emerald Queen Casino, Такома, Вашингтон, США       | SD (10)                                            | Счёт: 95-96, 97-93 (дважды).                       |
| 18                                                 | 18-0                                               | 13 апреля 2019                                     | Райделл Букер (25-1)                               | Boardwalk Hall, Атлантик-Сити, Нью-Джерси, США     | UD (10)                                            | Счёт: 99-91, 98-92 (дважды).                       |
| 17                                                 | 17-0                                               | 13 июля 2018                                       | Крэйг Льюис (14-2-1)                               | Мотор Сити Казино, Детройт, Мичиган, США           | UD (10)                                            | Счёт: 99-91, 98-92 (дважды).                       |
| 16                                                 | 16-0                                               | 3 марта 2018                                       | Эд Фонтейн (12-3)                                  | Hollywood Casino, Колумбус, Огайо, США             | TKO 8 (10), 1:32                                   |                                                    |
| 15                                                 | 15-0                                               | 15 декабря 2017                                    | Кори Фелпс (16-9-1)                                | Дерби Парк Экспо, Луисвилл, Кентукки, США          | KO 1 (10), 1:07                                    |                                                    |
| 14                                                 | 14-0                                               | 19 октября 2017                                    | Тайрелл Райт (9-0-2)                               | Mayflower Hotel, Вашингтон, округ Колумбия, США    | UD (8)                                             |                                                    |
| 13                                                 | 13-0                                               | 12 августа 2017                                    | Даниэль Пациолла (9-2-3)                           | Rivers Casino, Питтсбург, Пенсильвания, США        | TKO 6 (8), 2:36                                    |                                                    |
| 12                                                 | 12-0                                               | 29 июля 2017                                       | Ахрор Муралимов (16-2)                             | Huntington Park, Колумбус, Огайо, США              | UD (8)                                             | Счёт: 79-73, 78-74 (дважды).                       |